# Gutsoon! Entertainment
Gutsoon! Entertainment — американское издательство, специализировавшееся на переводах манги; подразделение японской компании Coamix, основанной Нобухико Хориэ и мангакой Цукасой Ходзё. Компания выпускала англоязычную антологию манги Raijin Comics — американский эквивалент еженедельного японского журнала Comic Bunch издательства Shinchosha. В обоих журналах публиковались такие работы, как Fist of the Blue Sky и City Hunter. В Raijin Comics также печаталась некоторая манга из японского Shonen Jump. Первоначально Raijin Comics представлял собой ежемесячное издание (с первого номера 18 декабря 2002 года), с 36 выпуска стал выходить еженедельно (сентябрь 2003 года). Кроме того, в издательстве Gutsoon! выходил журнал Fujin Magazine, впоследствии переименованный в Raijin Game & Anime и после 20 выпуска объединенный с Raijin Comics. Комиксы из Raijin Comics публиковались отдельными томами под импринтом Raijin Graphic Novels. В марте было объявлено, что журнал закрывается. Последним выпуском Raijin Comics стал номер за июль 2004 года.

## Манга Gutsoon!
- Baki the Grappler (изначально выходила в Shonen Champion)
- Bomber Girl (Shonen Jump)
- Bow Wow Wata (Comic Bunch)
- City Hunter (Shonen Jump)
- Encounter (Comic Bunch)
- The First President Of Japan (Bart)[2]
- Fist of the Blue Sky (Comic Bunch)
- Fist of the North Star (Comic Bunch)
- Guardian Angel Getten (Shonen Gangan)
- Keiji (Shonen Jump)
- Nemuri Kyoshiro (Comic Bunch)
- Revenge of Mouflon (Comic Bunch)
- Slam Dunk (Shonen Jump)
- Wild Leager (Comic Bunch)